# 邢倞
邢倞（11世纪—12世纪），北宋官员邢恕子，邢居实弟。
邢倞为人少学识，但奸诡类似邢恕。
邢恕生前，邢倞为司农丞。靖康元年（1126年）正月，度支郎中邢倞查抄大臣王黼家财。邢倞措置失当，小人趁机喊叫着争相进入王黼家，王黼家絹七千餘疋、錢三千餘萬、金玉之類被他们抢走三分之一。开封尹王时雍诈称有赏，诱杀为首的二十余人，其他人丢下东西逃走。
五月，由尚书度支员外郎迁光禄少卿，奉诏为馆伴使，接待金朝使者萧仲恭（蕭倫）。由于皇弟肃王赵枢出使金朝东路右副元帅完颜宗望军为人质，朝廷商议以为勤王大军早晚将到，应该也扣留金朝使者，于是拖了一个多月也没让萧仲恭回去。副使都管赵伦是燕地人，性猾狯，担心回不去，就于七月骗邢倞及另一馆伴使張撝说：“金国金吾耶律余睹尚且统领很多契丹精锐，和金人不齐心，愿意归顺大国，可与其结交，让他率军南下袭击完颜宗翰（金朝西路左副元帅）和完颜宗望。”邢倞上报。大臣徐处仁、吴敏因为萧仲恭和耶律余睹都是辽朝旧臣，以为二人都对金朝怀有亡国之恨，信以为真，建议钦宗照办，如刘邦派陈平离间项羽故事，即使失败也无害。次日，钦宗召徐处仁、吴敏、知樞密院事李纲、門下侍郎耿南仲、中書侍郎唐恪、尚書右丞何㮚、同知樞密院事許翰、萧仲恭、邢倞、張撝、河東轉運司張灝於都堂共商，同意照办。于是徐处仁、吴敏将钦宗赐给耶律余睹的诏书给赵伦，收在衣领中，给赵伦等人每人帛千匹、白金千两。赵伦将书信献给完颜宗翰，完颜宗翰大怒，报告金太宗，太宗令他深入攻讨，于是金军再次提兵南下。当时邢倞出知岳州，又改知鼎州，十一月，诏书责其召祸，削籍停官。不久，北宋京城汴京被金军攻陷。
宋高宗建炎三年（1129年）闰八月，宋高宗举邢倞召祸的例子说李纲不可用。九月，再以结交耶律余睹之罪将邢倞由朝议大夫责授汝州团练副使、英州安置，令荆湖北路提刑司差人押赴贬所。
绍兴二年（1132年）十二月，右司谏刘棐弹劾观文殿学士知潭州充湖南安抚使李纲在靖康年间力挺邢倞结交耶律余睹。李纲被罢官。